# Sint-Joriskerk (Eindhoven)
De Sint-Joriskerk is een kerkgebouw uit 1884 met de status van rijksmonument. Het is gebouwd in neogotische stijl en staat aan de Sint-Jorislaan in Stratum.

## Beschrijving
De door Hendrik Jacobus van Tulder ontworpen Sint-Joriskerk is een neogotische kruisbasiliek met driebeukig schip uit 1885. Het hoge middenschip met stergewelven wordt door twee rijen bundelpijlers ondersteund. Ten noorden en zuiden hiervan liggen de lagere zijbeuken. Het transept bezit aan beide armen een apsis, waarin de aan Maria en de Heilige Familie gewijde zijaltaren staan opgesteld. De kruising heeft dubbele hoekpijlers en heeft de vorm van een achthoek.
Naast het eenbeukige priesterkoor bevinden zich twee nevenruimten: in het noorden een ontmoetingsruimte (voorheen een onderwijsruimte), in het zuiden de sacristie. Boven deze ruimten bevinden zich open galerijen.
De grote westtoren met hoge spits werd ontworpen door Van Tulders leerling Jacobus van Gils en stamt uit 1911. De toren is tevens de toegang tot de kerk en heeft drie deuren. Op de eerste verdieping bevindt zich het kerkorgel en de ruimte voor het zangkoor. De 88 m hoge toren maakt de Sint-Joriskerk de hoogste kerk van Eindhoven.

## Geschiedenis
Rond 1400 stond in Stratum al een Sint-Joriskapel: deze lag in het dekenaat Woensel in het bisdom Luik. Op 10 maart 1489 werd de kapel verheven tot zelfstandige parochiekerk van de nieuwe Sint-Jorisparochie. De kerk was de moederkerk van verschillende parochiekerken in de omgeving. Na 1559 kwam ze te vallen onder het nieuwe Bisdom 's-Hertogenbosch. Rond 1800 werd de kerk gerestaureerd en in 1847 werd ze vergroot. Eind 19e eeuw werd besloten een nieuwe grotere kerk te bouwen, ongeveer 150 m ten westen van de oude kapel. Hendrik van Tulder uit Tilburg ontwierp de nieuwe kerk. Op 19 mei 1884 werd met de bouw begonnen en op 21 september 1885 werd ze in gebruik genomen. In februari 1976 werd de Sint-Joriskerk opgenomen in de lijst van rijksmonumenten.

## Foto's

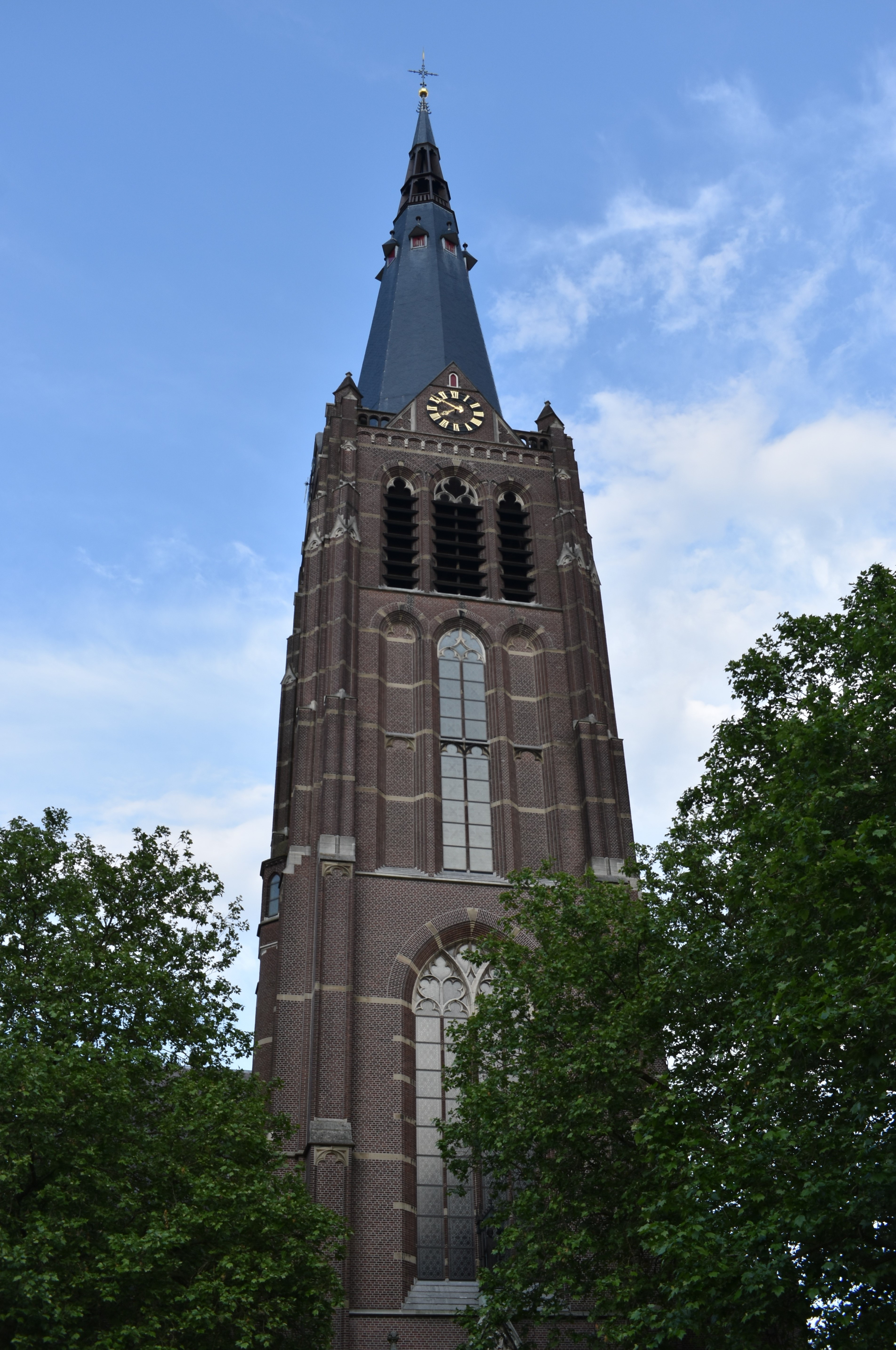
De kerktoren van de Sint-Joriskerk
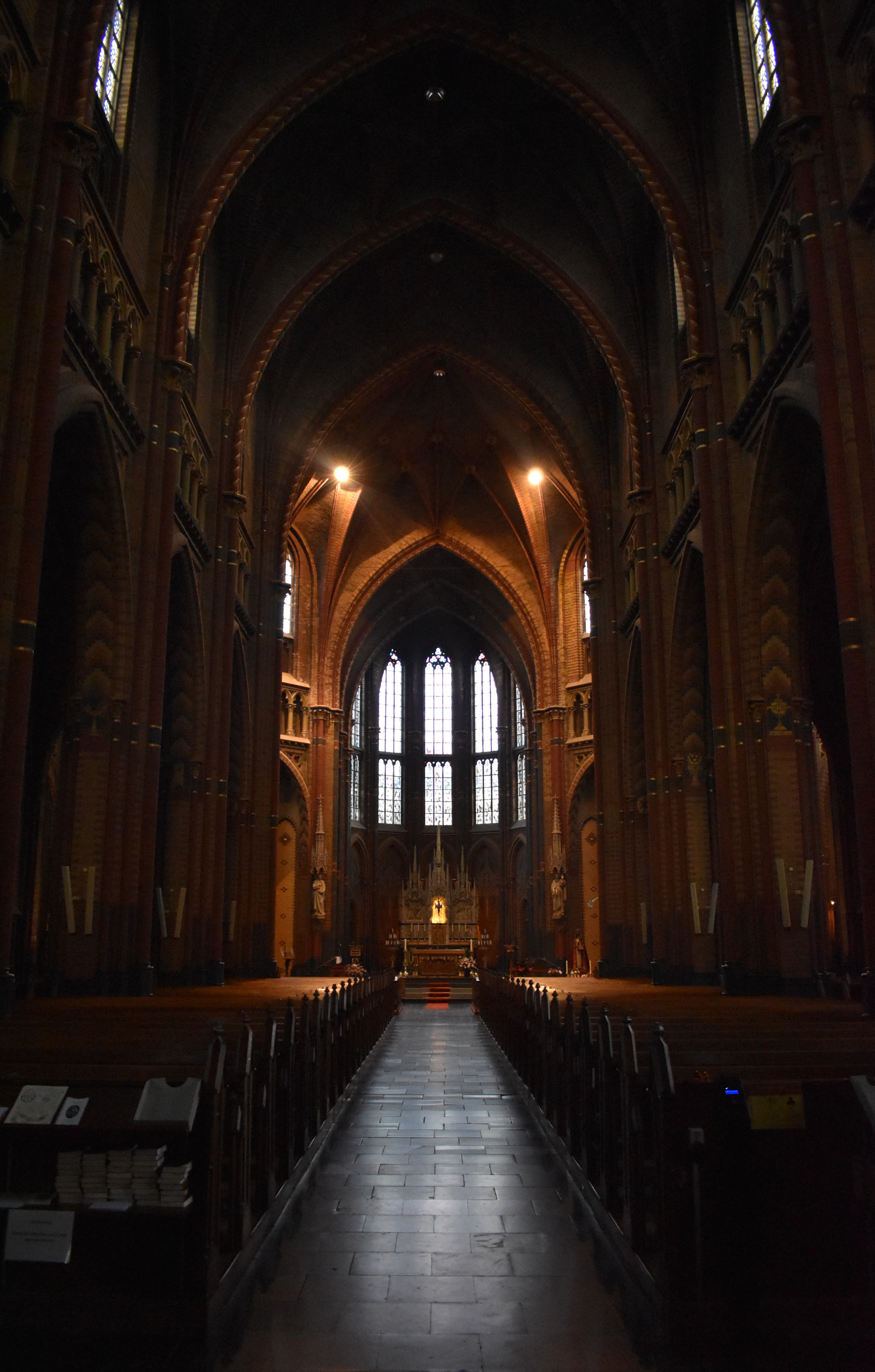
Het interieur, gezien vanuit de hoofdingang
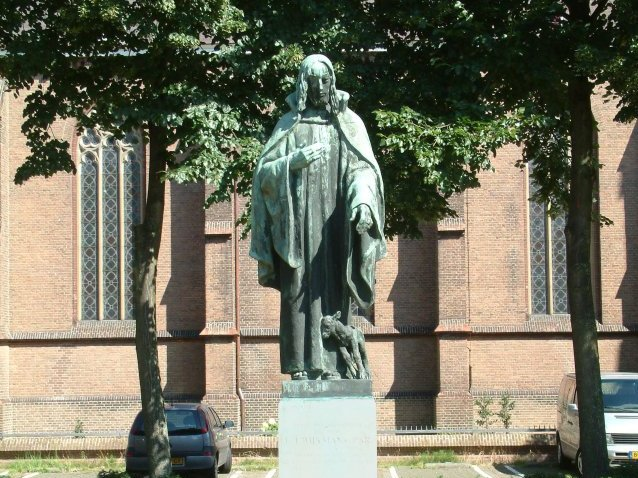
Heilig Hartbeeld (1937) door Albert Termote bij de Sint-Joriskerk